# Dzięcioły Dalsze
Dzięcioły Dalsze [d͡ʑɛnˈt͡ɕɔwɨ ˈdalʂɛ] est un village polonais de la gmina de Sterdyń dans le powiat de Sokołów et dans la voïvodie de Mazovie, au centre-est de la Pologne.
Il est situé à environ 22 kilomètres au nord de Sokołów Podlaski et à 98 kilomètres au nord-est de Varsovie.